# Niffer
 (juin 2013).
 (mars 2012).
Si vous disposez d'ouvrages ou d'articles de référence ou si vous connaissez des sites web de qualité traitant du thème abordé ici, merci de compléter l'article en donnant les références utiles à sa vérifiabilité et en les liant à la section « Notes et références ».
Niffer [nifɛʁ]  est une commune française de la région mulhousienne, située dans la circonscription administrative du Haut-Rhin et, depuis le 1er janvier 2021, dans le territoire de la Collectivité européenne d'Alsace, en région Grand Est.
Cette commune se trouve dans la région historique et culturelle d'Alsace.
Ses habitants sont appelés les Nifférois et les Nifféroises.

## Géographie
Le Pays de la région mulhousienne regroupe des communes issues de trois régions naturelles alsaciennes : l'Ochsenfeld, le nord Sundgau et la Hardt. Niffer est majoritairement située sur cette dernière.
| Habsheim    | Petit-Landau | Le Rhin                    |
| Dietwiller  | Niffer       | Bad Bellingen ( Allemagne) |
| Schlierbach | Kembs        | Le Rhin                    |

### Hydrographie

#### Réseau hydrographique
La commune est dans le bassin versant du Rhin au sein du bassin Rhin-Meuse. Elle est drainée par le Grand canal d'Alsace, le Rhin et le canal de Neuf-Brisach,.
Le Grand canal d'Alsace, d'une longueur de 93 km, prend sa source dans la commune de Schœnau et se jette  dans le Rhin à Erstein, après avoir traversé 31 communes.
Le Rhin est long de 1 233 km et se déversant dans la mer du Nord. Il est une  voie navigable très fréquentée. Il traverse la Suisse, l'Autriche, l'Allemagne et les Pays-Bas et marque la frontière entre l'Allemagne et la France.
Le canal de Neuf-Brisach, d'une longueur de 35 km, (chenal non navigable) relie la commune de Biesheim à Kunheim, où il se jette dans le canal du Rhône au Rhin.

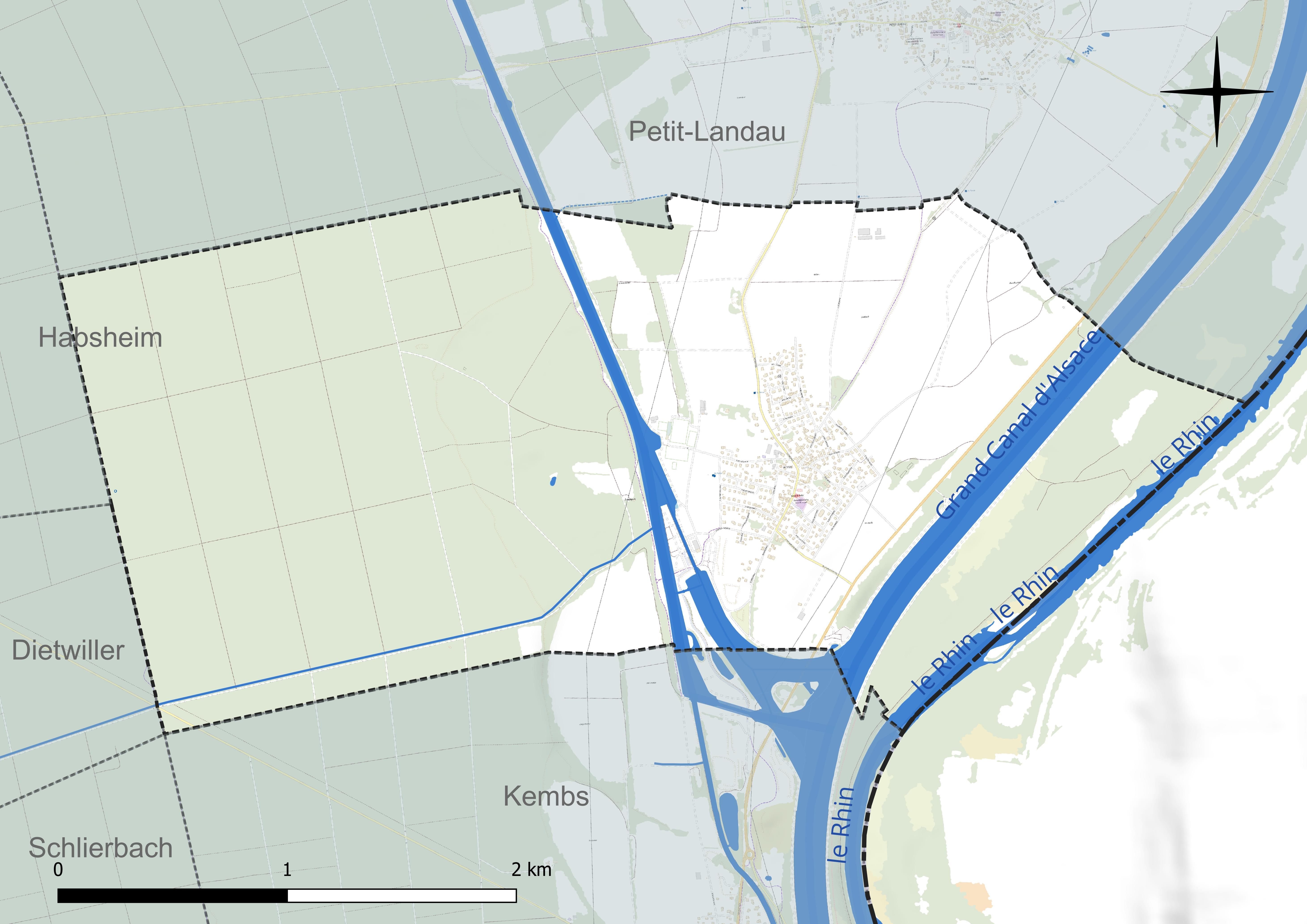
Réseau hydrographique de Niffer.

#### Gestion et qualité des eaux
Le territoire communal est couvert par le schéma d'aménagement et de gestion des eaux (SAGE) « Ill Nappe Rhin ». Ce document de planification concerne la nappe phréatique rhénane, les cours d'eau de la plaine d'Alsace et du piémont oriental du Sundgau, les canaux situés entre l'Ill et le Rhin et les zones humides de la plaine d'Alsace. Le périmètre s’étend sur 3 596 km2. Il a été approuvé le 17 janvier 2005. La structure porteuse de l'élaboration et de la mise en œuvre est la région Grand Est.
La qualité des cours d’eau peut être consultée sur un site dédié géré par les agences de l’eau et l’Agence française pour la biodiversité.

### Climat
Pour des articles plus généraux, voir Climat du Grand Est et Climat du Haut-Rhin.
En 2010, le climat de la commune est de type climat océanique altéré, selon une étude du Centre national de la recherche scientifique s'appuyant sur une série de données couvrant la période 1971-2000. En 2020, Météo-France publie une typologie des climats de la France métropolitaine dans laquelle la commune est marquée comme un climat semi-continental. Elle est dans la région climatique Alsace, caractérisée par une pluviométrie faible, particulièrement en automne et en hiver, un été chaud et bien ensoleillé, une humidité de l’air basse au printemps et en été, des vents faibles et des brouillards fréquents en automne (25 à 30 jours).
Pour la période 1971-2000, la température annuelle moyenne est de 10,3 °C, avec une amplitude thermique annuelle de 17,9 °C. Le cumul annuel moyen de précipitations est de 667 mm, avec 7,9 jours de précipitations en janvier et 9,5 jours en juillet. Pour la période 1991-2020, la température moyenne annuelle observée sur la station météorologique de Météo-France la plus proche, « Mulhouse », sur la commune de Mulhouse à 13 km à vol d'oiseau, est de 11,1 °C et le cumul annuel moyen de précipitations est de 747,6 mm. 
La température maximale relevée sur cette station est de 39,4 °C, atteinte le 13 août 2003 ; la température minimale est de −21,5 °C, atteinte le 10 février 1956,,.
Les paramètres climatiques de la commune ont été estimés pour le milieu du siècle (2041-2070) selon différents scénarios d'émission de gaz à effet de serre à partir des nouvelles projections climatiques de référence DRIAS-2020. Ils sont consultables sur un site dédié publié par Météo-France en novembre 2022.

## Urbanisme

### Typologie
Au 1er janvier 2024, Niffer est catégorisée bourg rural, selon la nouvelle grille communale de densité à sept niveaux définie par l'Insee en 2022.
Elle est située hors unité urbaine. Par ailleurs la commune fait partie de l'aire d'attraction de Bâle - Saint-Louis (partie française), dont elle est une commune de la couronne,. Cette aire, qui regroupe 94 communes, est catégorisée dans les aires de 200 000 à moins de 700 000 habitants,.

### Occupation des sols
L'occupation des sols de la commune, telle qu'elle ressort de la base de données européenne d’occupation biophysique des sols Corine Land Cover (CLC), est marquée par l'importance des forêts et milieux semi-naturels (62,3 % en 2018), en diminution par rapport à 1990 (63,1 %). La répartition détaillée en 2018 est la suivante : 
forêts (62,3 %), terres arables (28,7 %), eaux continentales (4,8 %), zones urbanisées (4,3 %).
L'évolution de l’occupation des sols de la commune et de ses infrastructures peut être observée sur les différentes représentations cartographiques du territoire : la carte de Cassini (XVIIIe siècle), la carte d'état-major (1820-1866) et les cartes ou photos aériennes de l'IGN pour la période actuelle (1950 à aujourd'hui).

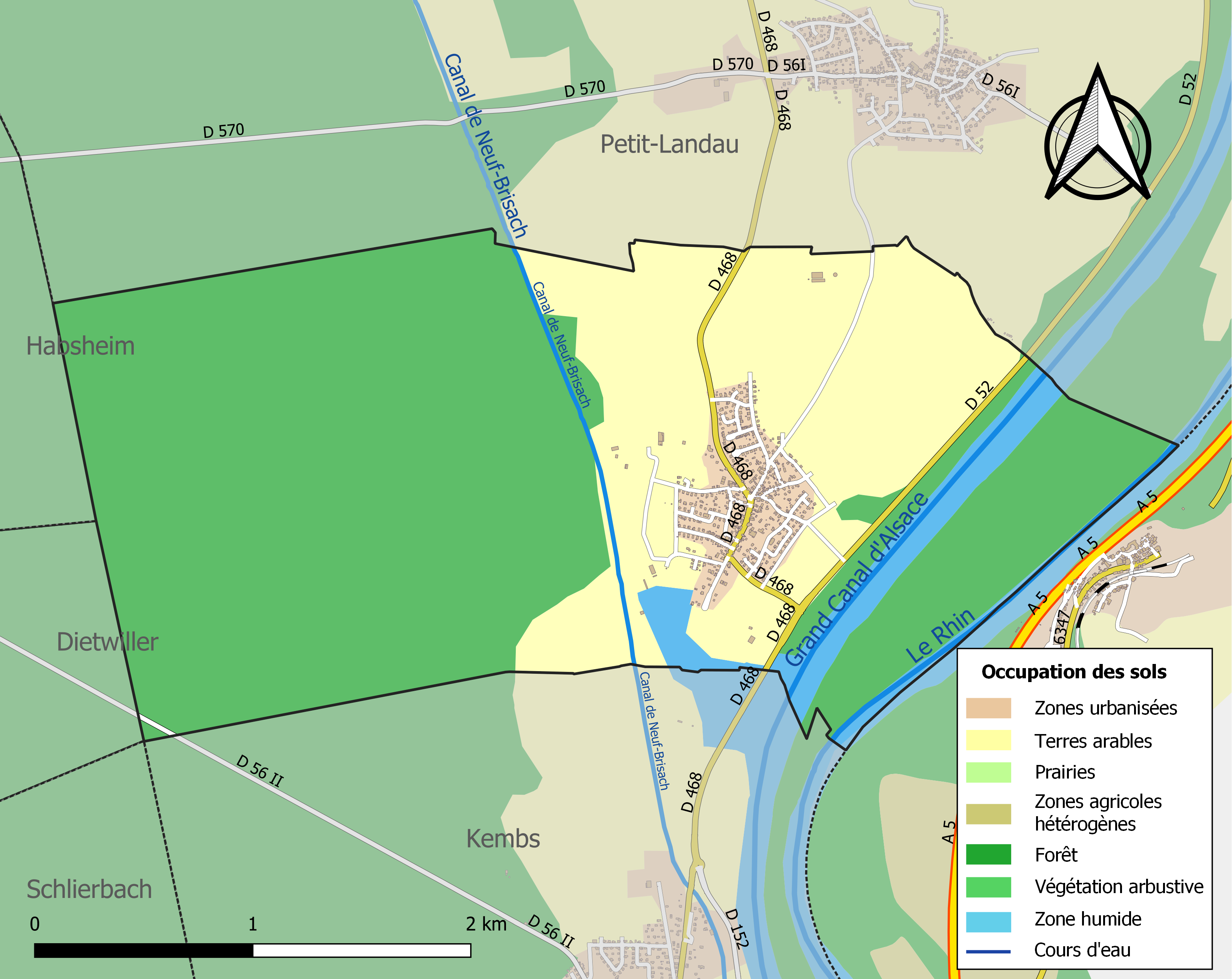
Carte des infrastructures et de l'occupation des sols de la commune en 2018 (CLC).

## Histoire

### Histoire de l'église auXVIIIesiècle
Le 14 décembre 1726, la communauté de Niffer, sous la signature de Jakob Heitz, écrit à Monseigneur le Prince-Évêque de Bâle à Porrentruy, afin de demander un vicaire résident pour desservir leur église.
À plusieurs reprises, les Nifférois avaient soulevé cette requête auprès du curé de Kembs, J. Léonard Unzeitig, chargé des deux églises de Kembs et Niffer.
L'église de Niffer était depuis longtemps une filiale de l'église-mère de Kembs, mais les fidèles de Niffer prétendaient que leur église avait été une église-mère, ce que réfutait le curé Unzeitig.
Le caractère essentiel des églises paroissiales était d'avoir le privilège de baptiser et d'ensevelir en terre bénie. Les Nifférois prétendaient qu'il y avait eu, autrefois, un curé établi dans le village de Niffer qui y aurait baptisé et enterré. De ce fait, leur église serait bien une église-mère à l'égale de celle de Kembs. Voici les termes de leur lettre :
« ...il est hors de douttes qu'il nÿ aÿt Eüt autrefois et dans Son Commencement un Curé d'Etablit dans le village de Niffre, En ce quil ÿ a une Église Principale pour le village qui est Construitte depuis tout temps, C’est-à-dire depuis la Construction du Village, Entourré d'un Cimetiere assé considerable garnie de Muraille, et dans lequel il ÿ a même un Charnier, ou maisonnette pour ÿ mettre les os des trepassés, et ou il s'ÿ trouve Encore le Baptistair, ce qui fait une preuve indubitable que les ancestres des Supliants estoint administrés des Saints Sacrements par les Curés qui deservoints autre fois cette même église enquallité  de leurs propres Curés comme une Cure particulière et séparé de celle de Kembs, mais comme sans doute lors de ces anciens temps il se sera trouvé que cette même Cure Seule nestoit pas Suffisante pour la Subsistance et l'Entretient d'un prêtre, et que dailleurs il n'ÿ avait pas beaucoup de peuple, le Village nestant composé que de Sept ou huit ménages, elle a en effet estée joingte et Réunie à la Cure de Kembs pour estre desservie par le même Curé... ».
Les gens de Niffer avaient trouvé près de leur église, un bloc de pierre taillé en forme de cuvette qu'ils avaient pris pour une pierre de fonts baptismaux. Ils avaient également découvert près de cette pierre des ossements ce qui était à leurs yeux la preuve que l'église de Niffer était bien une église-mère à l'égale de celle de Kembs.
À l'appui de leur requête, la communauté de Niffer avance le fait que, pour des raisons d'éloignement du curé, plusieurs personnes seraient mortes sans avoir reçu les saints sacrements et qu'ils étaient obligés, par tout temps, de faire porter leurs enfants à Kembs pour les y faire baptiser, avec tous les risques que cela comporte pour les nouveau-nés. Ils se plaignent également du manque d'instruction religieuse de leurs jeunes, le curé étant trop absorbé par une cure trop importante. Enfin, ils pensent que le revenu du curé Unzeitig est trop considérable, et que celui-ci pourrait largement payer un vicaire résident à Niffer.
Le curé Unzeitig avait réagi violemment. Selon ses propres dires dans une lettre à l'évêque : « il les buta d'une manière des plus extraordinaires et emportée, disant que c'est le diable et Lucifer même qui les inspiraient, et qu'il aimerait mieux que les deux villages fissent naufrage dans le Rhin... ».
La requête de la communauté de Niffer est rejetée par le décret de l'Official de Bâle en date du 27 avril 1727. En 1731, le curé Antoine Christophe Goetzmann succède au curé Unzeitig : il eut une fin tragique en se tranchant accidentellement la gorge avec un rasoir.
Le curé Goetzmann était le frère du Bailli de Landser, des curés de Magstatt-le-Bas et de Zimmersheim, et était issu d'une famille de notables habitant la belle maison de Landser appelée encore aujourd'hui la maison du Bailli.
Dans les années qui suivirent, de 1732 à 1736 lors de la guerre de succession de Pologne, il y eut des alarmes sur le front du Rhin. Le Bailli de Landser, frère du nouveau curé de Kembs, mit ses milices rurales en alerte, demandant le 20 août 1734 aux préposés des communes de son bailliage, « de tenir à sa disposition des gars courageux, capables le cas échéant de tenir une arme ». Il en avait déjà envoyé monter la garde sur le Rhin, et le maréchal de Coigny avait, avec ses hommes, repoussé plusieurs tentatives de franchissement du Rhin à Niffer.
Pendant ces événements, les habitants de Niffer n'avaient pas abandonné leurs espoirs de voir l'installation d'un vicaire résident dans leur village. Le curé Goetzmann se trouva, comme son prédécesseur, confronté à la volonté d'indépendance de la communauté.
Dans un premier temps, le curé réussit à faire débouter les habitants de Niffer par un décret de l'Official de l’Évêché de Bâle en date du 14 février 1737.
Trois arguments avaient fait pencher la balance de la justice épiscopale en sa faveur. Il avait avancé qu'il n'était pas vrai que l'église de Niffer ait été mère-église : avant la Réforme du XVIe siècle, Kembs et Niffer étaient desservis par un curé d'outre-Rhin, celui de Blansingen, Pays de Bade. La pierre trouvée sous les ossements était un bénitier, et non pas une pierre de fonts baptismaux. Et le cimetière n'avait, en réalité, existé que parce que l'on y avait enterré les morts de Kembs du temps où des troupes avaient campé sur le cimetière de Kembs. Quant à l'argumentation de l'éloignement des deux églises, le curé Goetzmann opposa qu'il était maintenant aisé de se rendre d'un village à l'autre en une petite demi-heure, puisque le chemin royal les reliant avait été aménagé.
Il estima également que le nombre d'âmes qu'il avait en charge n'était pas trop élevé à Niffer. Il n'y avait que 42 maisons, se répartissant en trente familles, le reste étant habité par des veuves, et la communauté n'avait pas augmenté ces derniers temps. Il reconnaissait percevoir la moitié de la grosse dîme en grains, mais contestait le montant de plus de deux mille livres qu'avançaient ses adversaires. Il faisait remarquer qu'en plus, « la petite dîme qui représente bon an mal an, une ou deux petite voiture de foin, m'est disputée et son montant de sept à huit cent livres est également exagéré ». De plus, il estimait que « les habitants de Niffer sont de paresseux et médiocres chrétiens, de qui l'esprit possessif s'est emparé puisqu'ils n'ignorent pas les noms des collateurs et décimateurs à la charge desquels ils croient qu'incomberaient la construction d'une maison curiale. Ils ne cherchent qu'à se procurer une certaine commodité pour augmenter leur insolence aux dépens de leur pasteur ».
En 1738, la communauté nifféroise fait appel des décrets par lesquels elle estime avoir été mal jugée. Le curé Pierre Joseph Bourquin de Clerval sur le Doubs fut commis par Claude Emmanuel de Crey, chanoine de l'Illustre Chapitre de l'Église de Besançon, l'un des jurés synodaux député par le Saint-Siège, pour procéder à une visite qui devait permettre de déterminer l'exactitude des dires des Nifférois : « il serait dressé procès-verbal, parties présentes, de l'état de l'église de Niffer, tabernacle, baptistère, cimetière, clocher et autres marques que les-dites parties prétendraient pouvoir servir à prouver que la dite église est une mère-église ou filiale... ».

### La paroisse de Niffer érigée en vicariat perpétuel
La ténacité des habitants de Niffer a porté ses fruits : le 3 avril 1740, ils obtiennent le vicariat perpétuel pour leur paroisse et le curé Antoine Christophe Goetzmann est condamné à constituer un vicaire pour desservir la filiale de Niffer.
Celui-ci ayant, au gré des fidèles de Niffer, négligé de le faire rapidement, la communauté présente François Joseph Moeglin. Il est approuvé par le vicaire général et installé le 4 juillet 1740. Afin de pouvoir payer leur vicaire, les Nifférois ont, selon les propres dires du curé Goetzmann, enlevés « par force et violence » les revenus de celui-ci à Niffer. Il intervint auprès de l'évêché afin que soit pris un décret, fixant le revenu du desservant de Niffer à cent cinquante livres, selon une déclaration du Roi du 29 janvier 1686, et que les revenus de Niffer lui soient rendus, à charge pour lui de régler ce montant au vicaire de Niffer.
Dès le 19 juillet, le curé Goetzmann de Zimmersheim, frère de celui de Kembs, s'indigne auprès de l'Official de Besançon. Il invoque le fait que les habitants de Niffer ne remplissent pas les conditions du jugement, notamment en ce qui concerne le logement indécent et indigne du vicaire : il était logé au cabaret du village.
Un an après, en 1741, le vicaire de Niffer sera remplacé par Dominique Muller de Wittersdorf, et, en 1747, le curé Goetzmann de Kembs sera remplacé par le curé Gervais Prothais Munsch de Rouffach, assez singulier personnage qui finira par faire des miracles, nous le verrons plus loin. Il avait obtenu de l’Évêque le pouvoir d'absoudre l'hérésie et les cas réservés, vu la présence à Kembs de soldats et autres gardes du Rhin, ainsi qu'à cause du voisinage des Luthériens et d'étrangers.
Le 25 mai 1747, le curé Munsch se plaint à son supérieur : le vicaire Muller de Niffer ne s'acquitte pas de ses devoirs vis-à-vis de la communauté et « il préfère rester dans sa maison avec ses deux servantes dont l'une a très mauvaise réputation dans le village et de mauvaises manières ».
Le prévôt Johannes Heitz et les bourgeois de Niffer demandent au curé Munsch d'écrire à son Altesse l'Evêque de Bâle à Porrentruy afin de l'informer que leur vicaire ne reçoit jamais en confession, qu'il a supprimé les processions du dimanche, qu'il ne fait jamais de processions sur le cimetière le samedi soir, comme cela était la coutume autrefois, et que les rares messes qu'il célèbre sont si tardives que les paysans qui rentrent des champs ne peuvent pas y assister car ils dînent à cette heure-là.
Le 7 juin, le curé écrit son désarroi, d'une part à cause du comportement de son vicaire de Niffer, et d'autre part, à cause du fait que la maison curiale de Kembs étant inlogeable et n'ayant pas trouvé d'autre asile à Kembs, il soit dans l'obligation de loger dans un cabaret. Le 1er juillet de la même année, il demande le remplacement du vicaire Muller par un vicaire « avec lequel il pourra travailler de concert dans les vignes du Seigneur », mais il ne sera pas entendu.
Le 2 mars 1748, un accord amiable est passé entre les deux ecclésiastiques, Muller promettant de s'améliorer et Munsch promettant de lui verser la moitié de toutes ses Dîmes et revenus à Niffer, soit plus que ce que demandait l'avocat de Muller.
Alexandre Martin Tobie Bernauer de Colmar deviendra, en 1749, le vicaire de la paroisse de Niffer jusqu'à la fin de l'année ; il sera remplacé par François Antoine Mattez de Landser. En 1750, il sera lui-même remplacé par Jean Bernard Moll d'Eschentzwiller.
Le 13 décembre 1751, le curé Munsch de Kembs écrit une nouvelle fois à son altesse l’évêque de Bâle, afin de l'informer que les curés des paroisses voisines l'avaient réprimandé en se gaussant de lui car il prétendait avoir fait des miracles, notamment sur des habitants de Niffer qu'il voulait amener à une véritable dévotion :

« Dieu semblait me suggérer le moyen par plusieurs miracles qu'il venait d'opérer depuis peu par l'intercession de Saint François Xavier invoqué par une Neuvaine. Comme je l'avais conseillé à plusieurs personnes dans toutes sortes de Niferes qui ont tous obtenus l'effet de leur demande, les uns le premier jour les autres au milieu, les autres à la fin de la neuvaine. Des pauvres malades des hydropiques désespérés administrés de tous les sacrements sans employer aucun remède humain qui se trouvaient à l'extrémité, ayant commencé la dite neuvaine sentirent aussitôt le secours du Ciel et allant tous les jours mieux se trouvèrent à la fin de la Neuvaine parfaitement guéris, des paralitiques invertérés de même parfaitement guéris avec l'étonnement de tout le monde... »

Le 30 septembre 1753, le directeur des revenus ecclésiastiques, Stehelin, attire l'attention de l’évêque sur le fait que le curé Munsch et le vicaire Jean Bernard Moll de Niffer cherchent à s'approprier, par tous les moyens, la plus grande partie de la dîme. Effectivement, Munsch s'était approprié, pendant deux ans, la dîme sur les pois, lentilles et chanvre ainsi que, pendant une année, celle sur les fruits.
En 1754, le curé Munsch permutera de paroisse avec François Guillaume Foltzer de Porrentruy qui avait en charge Rumersheim.
La Révolution met en place, le 12 juillet 1790, la Constitution civile du Clergé, contre laquelle la réaction du clergé est extrêmement vive en Alsace. Jean Georges Brunner de Magstatt-le-Haut, qui a remplacé le vicaire Moll à Niffer en 1759, est l'un des rares prêtres alsaciens à prêter serment. Il jure de se soumettre à la législation révolutionnaire qui vise à un relâchement des liens avec Rome et à la formation d'une Église nationale. La majeure partie du clergé alsacien refuse de se soumettre, et beaucoup de prêtres se réfugient en Suisse et en Allemagne, d'autres sont arrêtés voire exécutés, d'autres encore continuent à exercer leur ministère dans la clandestinité.
Paroisse indépendante du doyenneté de Habsheim de 1803 à 1808, Niffer redevient filiale de Kembs jusqu'en 1820, pour recouvrir son indépendance par la suite.
Une enquête de l'An XII (1804), mentionne l'autel principal de Saint-Ulric et les autels latéraux de la vierge et de Saint Sébastien. Elle rappelle également les processions qui s'effectuaient autour du ban, notamment celle du 25 avril vers Kembs, ainsi que celles des rogations, processions priantes destinées à attirer la bénédiction sur les biens de la terre, vers Habsheim et Kembs, et qui se déroulaient le matin des lundi, mardi et mercredi précédant l'Ascension.

### Une ancienne famille de Niffer: les Heitz
Dans l'histoire du village, les Heitz semblent avoir joué un grand rôle à travers les siècles.
En 1508, Meinrad Heitz est l'administrateur laïc de l'église de Niffer comme l'atteste l'inscription gravée sur le linteau de la porte de la sacristie de l'église actuelle : « Meinrat Hizzi, der Kirchenpfleger zuo sant Ulrich ». Il est probable que le nom Hizzi soit une ancienne forme de Heitz.
En 1618, on trouve également l'orthographe de Heitz dans les archives concernant Polloronus Heitz, Schultheiss de Niffer et son épouse Chrischon accusée de sorcellerie. Après la guerre de Trente Ans en 1665, Lorentz Heitz occupe cette fonction seigneuriale avant de céder la place à Hans Georg Heitz qui ira se réfugier à Bâle en 1676 lors de la guerre de Hollande.
Le premier Heitz dont on a une trace écrite est probablement Heinzi Vogeler, originaire de Petit-Landau, qui vend vers 1336 un revenu en grains. Ce Heinzi pourrait être l'ancêtre des Heitz de notre région rhénane, mais aucun document n'appuie cette thèse.
Rappelons que le christianisme avait détruit les noms de famille et les gentilices romains, qui avaient supplanté eux-mêmes les noms autochtones. Pendant l'époque franque, il n'y a plus de noms de famille, mais seulement des noms de baptême: nom individuel, qui change d'une génération à l'autre, et qui, peu à peu, s'accompagne d'un surnom. C'est seulement à partir du XIIIe siècle que le nom de baptême - souvent sous une forme altérée - le nom de métier ou le surnom - nom de la terre, nom relatif à une particularité, sobriquet - tendent à devenir héréditaires: nom de baptême donné de père en fils, profession héréditaire, surnom qui passe aux descendants.
Le patronyme de Heitz semblerait dans la région rhénane avoir été transmis par le gardien de porcs (Heitz) plutôt que par le prénom Heinrich; effectivement, un grand nombre de porcheries a toujours été répertorié à Niffer.
En 1766, Jean Heitz, laboureur âgé de 21 ans, Joseph Heitz, tonnelier de 28 ans et Jacques Heitz, laboureur de 20 ans, participent au tirage au sort pour entrer dans la milice provinciale. Entre 1800 et 1890, sur les 307 mariages célébrés à Niffer, pas moins de 91 Heitz sont concernés en tant qu'époux ou épouse. Les témoins de tous ces mariages dénommés Heitz y sont encore bien plus nombreux.
En 1817, un dénommé Joseph Heitz, journalier de son état, émigre aux États-Unis en même temps que Geng Anne-Marie et de sept autres personnes originaires de Niffer.

### Autres patronymes courants de Niffer
Au XVIIe siècle, on trouve souvent le nom de Henner (Haener), notamment en 1689, en commençant par Jérémie Henner, Schultheiss dont le blason figure dans l'armorial de Louis XIV, tandis que Germain Haener et son fils Germain, ainsi qu'Ulrich Haener étaient quant à eux réfugiés à Bâle en 1676.
En 1717, le meunier de Niffer, Charles Hassler marie sa fille à Jean-Baptiste Schirmer, qui sera maire de Kembs de 1715 jusqu'à son décès en 1736.
Les personnes suivantes, originaires de Niffer, étaient toutes réfugiées à Bâle en 1676 lors de la guerre de Hollande, principalement dans le quartier Sant Johann : Hartmann Wagner, Bart Ransweiler, Hans Muller, la veuve de Zacharius Walter, Melchior Cronenberger, Urs Muller et Andres Meyer.
D'autres patronymes sont rencontrés dans divers documents datant des XVIIe au XIXe siècles : Ast, Schirmer, Billig, Escher, Frisch, Staub, Vetter, Boeglin, Erny, Bingler, Musslin, Geiger, Karm Litzler, Ripstein, Blenner, Kessler et Hosly.
La plupart de ces noms se rencontrent sous différentes orthographes selon l'époque et le scribe.

### Héraldique
| Blason de Niffer | Les armes de Niffer se blasonnent ainsi : « D'azur à trois fers de lance d'or émoussés posés en bande et rangés en barre. » |

## Politique et administration
| Période                                  | Période   | Identité               | Étiquette | Qualité |
| ---------------------------------------- | --------- | ---------------------- | --------- | ------- |
| Les données manquantes sont à compléter. |           |                        |           |         |
| 1945                                     | mars 1971 | Victor Heitz           |           |         |
| mars 1971                                | juin 1995 | Aimé Syren (1928-2024) | SE        |         |
| juin 1995                                | mai 2020  | Jean-Luc Vonfelt       | SE        | Avocat  |
| mai 2020                                 | En cours  | Véronique Meyer        |           |         |

## Démographie
L'évolution du nombre d'habitants est connue à travers les recensements de la population effectués dans la commune depuis 1793. Pour les communes de moins de 10 000 habitants, une enquête de recensement portant sur toute la population est réalisée tous les cinq ans, les populations de référence des années intermédiaires étant quant à elles estimées par interpolation ou extrapolation. Pour la commune, le premier recensement exhaustif entrant dans le cadre du nouveau dispositif a été réalisé en 2008.

En 2022, la commune comptait 977 habitants, en évolution de +2,52 % par rapport à 2016 (Haut-Rhin : +0,66 %, France hors Mayotte : +2,11 %).
| 1793 | 1800 | 1806 | 1821 | 1831 | 1836 | 1841 | 1846 | 1851 |
| ---- | ---- | ---- | ---- | ---- | ---- | ---- | ---- | ---- |
| 324  | 343  | 323  | 380  | 459  | 419  | 454  | 468  | 486  |

| 1856 | 1861 | 1866 | 1871 | 1875 | 1880 | 1885 | 1890 | 1895 |
| ---- | ---- | ---- | ---- | ---- | ---- | ---- | ---- | ---- |
| 463  | 465  | 375  | 401  | 388  | 408  | 359  | 324  | 310  |

| 1900 | 1905 | 1910 | 1921 | 1926 | 1931 | 1936 | 1946 | 1954 |
| ---- | ---- | ---- | ---- | ---- | ---- | ---- | ---- | ---- |
| 281  | 259  | 263  | 281  | 242  | 244  | 229  | 182  | 217  |

| 1962 | 1968 | 1975 | 1982 | 1990 | 1999 | 2006 | 2008 | 2013 |
| ---- | ---- | ---- | ---- | ---- | ---- | ---- | ---- | ---- |
| 225  | 307  | 402  | 575  | 614  | 657  | 866  | 926  | 970  |

| 2018 | 2022 | - | - | - | - | - | - | - |
| ---- | ---- | - | - | - | - | - | - | - |
| 940  | 977  | - | - | - | - | - | - | - |

## Lieux et monuments

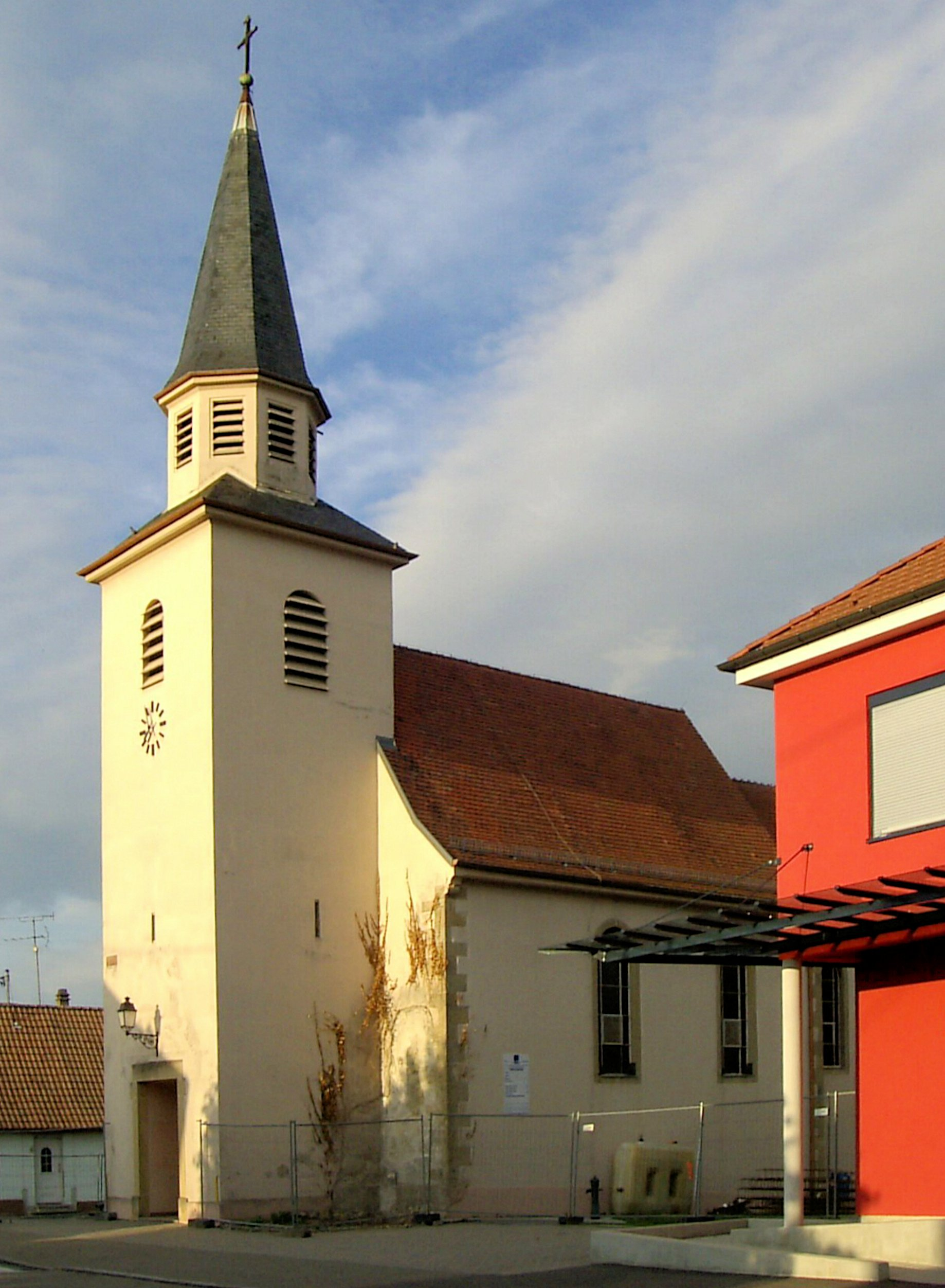
L'église Saint-Ulrich, côté sud-ouest.
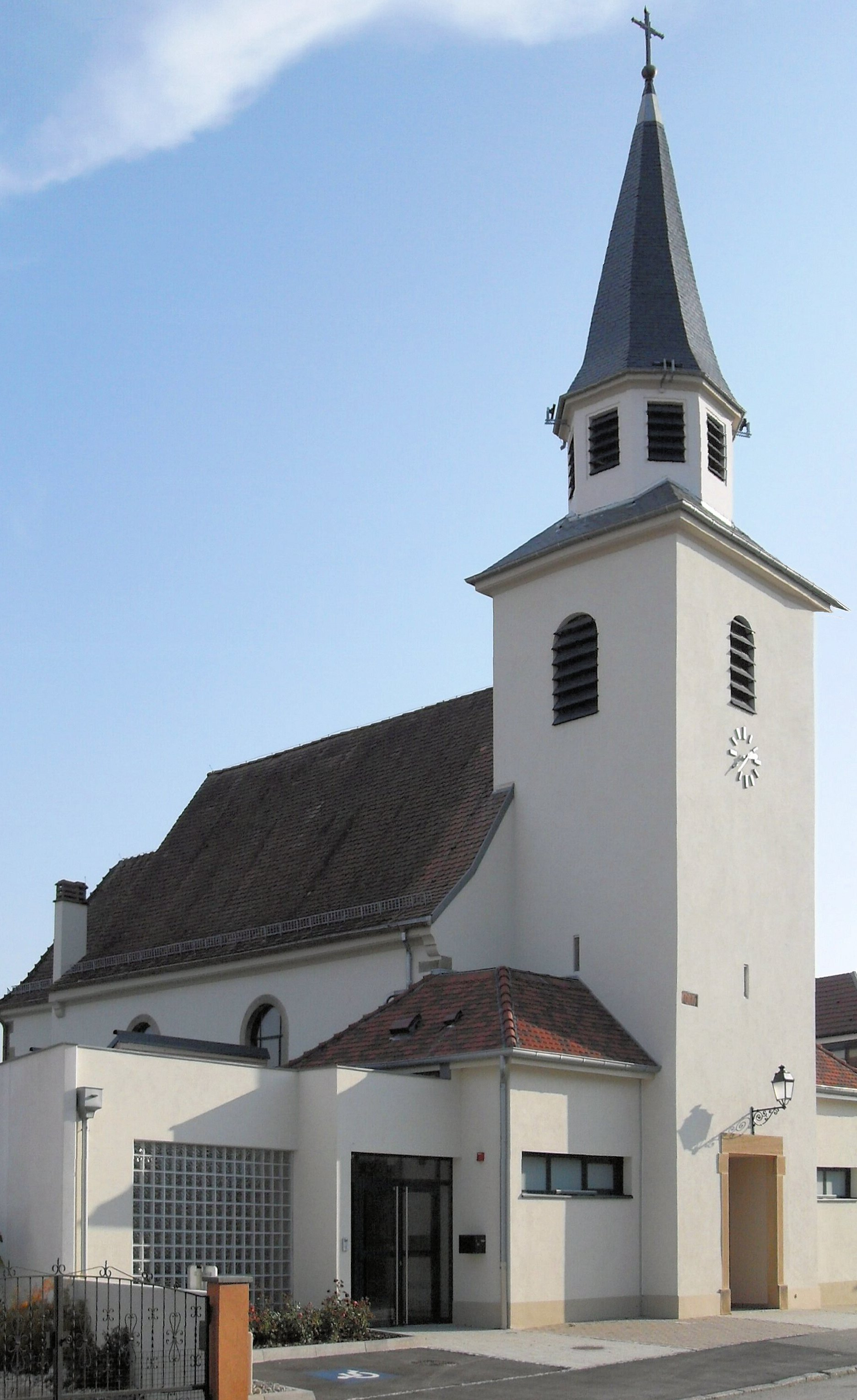
L'église Saint-Ulrich, côté nord.
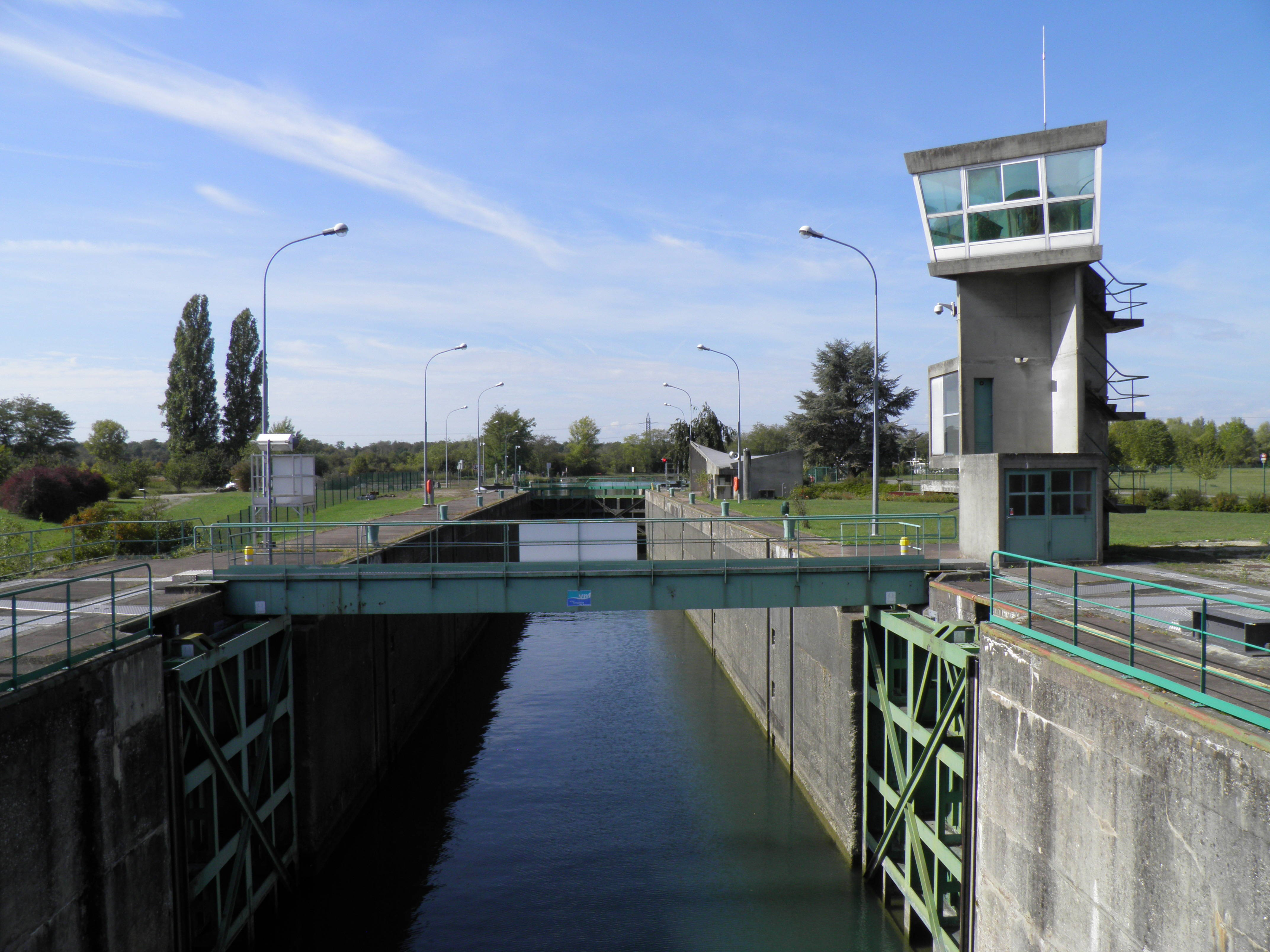
Écluse de Kembs-Niffer.
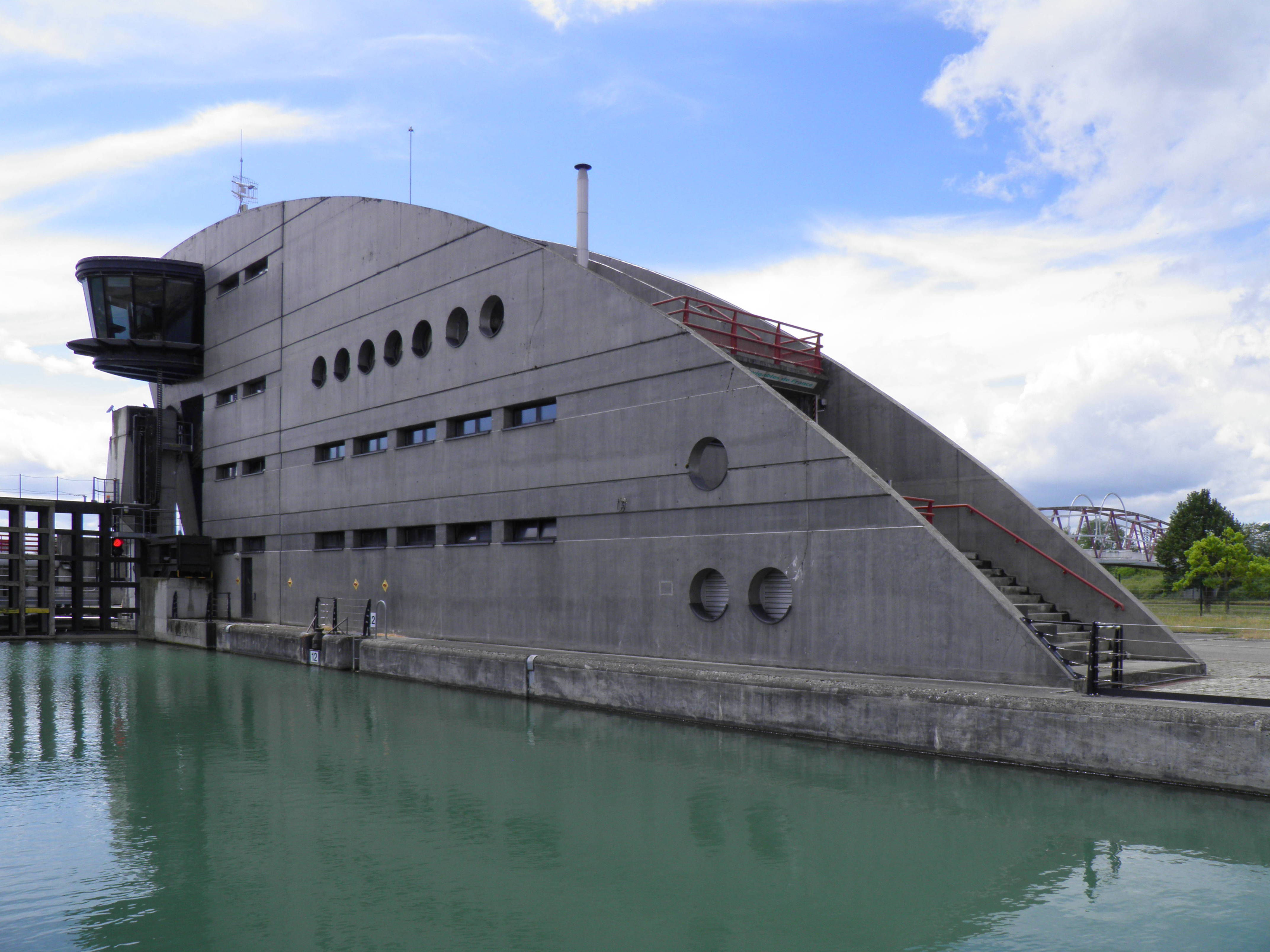
Écluse de Niffer.

## Personnalités liées à la commune

### Les nobles de Niffer (Nufar)
La famille des Niffer apparaît au XIIe siècle parmi les nobles. Le premier connu, Eppo (Eberhard) de Nuwenuar est cité comme témoin en 1135 dans une charte de Berthold, abbé de Murbach fondant le prieuré augustin de Goldbach, où il est expressément désigné comme 'Liberi' soit noble.
En 1168, on trouve Uodalricus (Ulrich) cité comme témoin le 15 mars dans une charte où Berthold, abbé du monastère de Stein am Rhein en Suisse cède un cens au couvent Saint Blaise en Brisgau. Dans la même charte est cité Eppo son frère cadet : « Uodalricus & frater eius Eppo de NIUUARE ». Ceux-ci sont probablement les fils du précédent Eppo de 1135.
Le nom de Niffer dans son ancienne forme d'origine, Nufar, est composé d'une part de NU provenant de l'ancien alsacien NUwerung (Neuerung) = nouveauté ou NUwelig = récemment, et d'autre part de FAR provenant de FARweg, FERweg = partie navigable d'un cours d'eau, ou FARE, VARE = bac, FERte signifiant voyage.
On peut situer la création du village au IXe ou Xe siècle, F. Langenbeck la situe au Moyen Âge. Il est vraisemblable que le nom de Niffer signifierait « nouveau gué », par allusion au gué sur le Rhin qui se serait trouvé là.
Ce serait donc la famille de nobles qui aurait pris le nom du village (dans lequel elle habitait probablement une cour (Hof)) et non pas cette famille qui aurait donné son nom au village.
Une cour (Hof) était une unité indivisible. Au niveau matériel, elle était d'abord l'unité de l'enclos: l'habitation, les granges, la cour, le verger, le jardin, l'outillage, les bêtes et les gens. C'est cet ensemble qui portait le nom, Hofname: plus que le nom de famille, il servait à désigner les habitants et portait le blason, Hofzeiche.
Une autre famille de nobles apparaît dans la région peu après les Nufar: les Butenheim. L'Empereur, les hauts dynastes et même leurs vassaux plus modestes avaient besoin d'un personnel fidèle et dévoué pour administrer leurs biens et se constituer une suite armée. Le service militaire surtout, accompli par ces Dienstmannen, ne tarda pas à hausser le prestige et le rang de ces serviteurs, si bien qu'ils formèrent rapidement une classe sociale privilégiée et héréditaire: la Ministérialité.
D'après Bernhard Metz, les Butenheim seraient une branche cadette des Nufar entrée dans la Ministérialité des landgraves de Haute-Alsace, les Habsbourg, ce qui leur aurait valu une ascension sociale supérieure à celle de la branche aînée. Il n'est pas pensable que les Nufar aient possédé un château, tandis que les Butenheim en ont eu au moins un, à Landser. À ce jour, rien dans aucun document ni dans les récentes fouilles, ne permet d'affirmer que les Butenheim aient possédé le château du même nom. Ce château est situé entre Petit-Landau et Hombourg, près du village aujourd'hui disparu de Butenheim. Même s'il existe une grande probabilité à ce sujet.
La parenté entre les Nufar et les Butenheim peut être supposée sur la foi de leur voisinage, des biens allodiaux possédés par les Butenheim à Niffer et de l'identité de leur blason (Hofzeiche).
On peut avoir une idée de ce qu'était le blason de ces familles en se reportant aux empreintes du sceau de Johann et Otto de Butenheim fixés pour l'un à une charte du 9 février 1277 et pour l'autre à une charte du 13 janvier 1278, conservées aux Archives du Canton suisse de Lucerne.
La famille de Nufar portait « de sinople à un lion d'argent à une fasce d'or brochant sur le tout, le heaume surmonté du lion issant d'argent, les lambrequins de sinople et d'argent et les Butenheim portaient d'argent à un lion de sable à une fasce de gueules brochant sur le tout, le heaume surmonté du lion issant de sable ». On peut constater que les pièces des écus des deux familles étaient identiques, seuls les métaux et émaux différaient. Ces particularités caractérisent leurs origines communes.
On trouvera la trace des nobles de Niffer à partir du XIIe jusqu'au XVe siècle.
Le 16 juillet 1252, Burkhard et son frère Hermann figurent sur une charte de Feldbach. Burkhard von Nufar, également connu en tant que Ritter (Chevalier) Burkhard d'Ensisheim aurait épousé Gysela et serait décédé vers 1290. Ils auraient eu une fille, également Gysela, qui aurait épousé le Ritter Werner von Gundolsheim et serait décédée en 1347.
Le 7 septembre 1275, le Chevalier Conradus est cité comme témoin du roi Rudolf de Habsburg pour le couvent de Wettingen. Le 4 février 1284, Gertrud von Niufern est Küsterin (sacristaine) au couvent d'Adelhausen. En 1288, on trouve les frères MarkWart et Rutlieb. En 1311 Rutlieb est cité en tant que chevalier d'Ensisheim et en 1335, il détient un fief de l'abbaye de Murbach.
À la fin du XIIIe siècle, Heinricus von Nunvare est cité dans les Totenbücher des Stiftes Sant Peter de Bâle et en 1297, il est également nommé en tant que Henricus d'Ensisheim.
Cette époque est marquée dans les villages par l'attribution d'une identité juridique (Gemein) et la vulgarisation des noms de familles. C'est à partir de ce moment-là que le nom de Nufar revient régulièrement sur différents documents, concernant notamment le rôle des droits de l'évêque de Bâle et la donation en fief de biens.
Johann, avoué (Vogt) de Sophia, veuve de Ludwig von Radersdorf est cité de 1325 à 1330. Le 17 septembre 1327, Merkelin, chevalier d'Ensisheim et fils de MarkWart signe un acte de renonciation à la vengeance (Urfehde) envers Strasbourg. Son sceau comporte l'inscription S.MarkWart.D.Nvivar. En 1334 sont cités le chevalier JoHans et son frère l'écuyer (Edelknecht) Otto alors qu'en 1347 on trouve Bruder Johan, moine à Lucelle.
À partir de 1345, est cité Rutlieb. En 1347, son épouse, Claere von Falkenstein vend des biens au couvent de Thennenbach. En 1358, il est cité en tant qu'époux de Katharina von Falkenstein qui est la sœur de sa première épouse. Le 3 décembre 1360, il cède au couvent de Säckingen un pré situé à Schliegen. En 1361, Rutlieb von Nufar, écuyer et bourgeois de Neuenburg, obtient des Habsburg en fief le village de Niffer ainsi que des biens à Ruelisheim, Ensisheim et Battenheim : « Item es hant enpfangen Rutlieb von Nufar und sin Vettern des ersten Nufar daz Dorf.- Item Rutlieb und sines bruder kind hand öch enpfangen 53 viertel geltz, 6 cappen und 2 lamber ze Rulshein.- Item 24 viertel geltz und 4 d. geltz ze Ensishein.- Item 12 viertel korn geltz ze Battenhein ».
Rutlieb est désigné comme « Edelknecht, Burger ze Nuwenburg soit Ecuyer, bourgeois de Neuenburg ». Au Moyen Âge, les termes employés pour désigner l'écuyer en Alsace sont Armiger (Arma gerere), Scutifer (scutum ferre) et font allusion à une fonction militaire non combattante. Edelknecht rappelle davantage la dignité, le rang social, puisque Edel veut dire noble, en même temps qu'une fonction domestique, Knecht ayant le sens de serviteur. Ce terme désignait généralement dans son sens primitif, le jeune noble pendant la durée du service qu'il faisait auprès du seigneur féodal qui le préparait à la chevalerie, mais c'est aussi dans son sens dérivé, un qualificatif de simple noblesse.
En 1345, Rutlieb et son frère Wernlin vendent, en commun avec leurs cousins Thulman et MarkWart qui sont Edelknecht, des biens à Ammerschwihr.
Walter von Nufar à la bataille de Sempach le 9 juillet 1386.
En 1324, le Duc Albert le Sage épouse Jeanne, fille unique du dernier Comte Ulrich III de Ferrette et renforce ainsi la position des Habsburg en Alsace par héritage. Lorsqu'en 1379, Albert le Sage partage ses pays entre ses fils, l'un d'eux, Léopold III reçut le Tyrol, la Styrie, ses possessions de Souabe, de Suisse, du Brisgau et d'Alsace. Comme les archiducs d'Autriche avaient un grand besoin d'argent pour subvenir à leur train de vie, pour guerroyer, ou pour des raisons de prestige, ils hypothéquaient des terres, des villes voire des provinces entières en faveur de vassaux nobles et riches qui en compensation, prélevaient des impôts et imposaient souvent durement les gens de ces lots acquis sur contrat ce qui entrainait des mouvements de révoltes. Léopold III après son héritage, décida en 1386 de remettre de l'ordre dans ses possessions en révolte, de rétablir aussi une communication sûre entre ses possessions autrichiennes et alsaciennes ainsi que de s'assurer le contrôle de la route séculaire reliant le nord au sud en passant par les Alpes suisses, route très importante pour le commerce et aussi du point de vue stratégique.
Léopold leva une armée dans ses pays suisses restés fidèles ainsi qu'en Alsace et au Tyrol, et entra en campagne contre les cantons suisses rebelles. De Lucerne, épicentre de la contestation, le valeureux stratège et général Petermann von Gundoldingen mobilisa la milice des cantons et des villes associées. Léopold avait un effectif plus que double en guerriers, fantassins et cavaliers par rapport aux cantons, mais il était un piètre stratège, ne sachant disposer judicieusement de ses forces.
Pendant que sa cavalerie, dont un grand nombre de nobles alsaciens parmi lesquels se trouvait Walter von Nufar, se dirigeait vers Sempach et Lucerne, ses autres troupes étaient dispersées à travers les cantons sans cible précise et n'arrivaient de ce fait sur le champ de bataille que parcimonieusement et trop tard. Petermann von Gundoldingen, en prévision d'une attaque directe de Sempach par Léopold, avait disposé son infanterie dans un bois bien à l'ombre, car il faisait une chaleur accablante ce 9 juillet qui exténuait les gens de Léopold sous leurs lourdes armures.
Dans la fureur du combat qui s'est engagé, Petermann von Gundoldingen tomba blessé à mort. Il s'ensuivit un flottement dans les rangs des fédérés, mais ceux-ci retrouvèrent vite leur cohésion, alors que la cavalerie de Léopold se retrouva fortement handicapée dans ses évolutions par la dénivellation de la région du lac de Sempach. Cette journée fut tragique pour la noblesse alsacienne, de nombreux membres de la féodalité trouvèrent la mort au côté du duc Léopold III. L'armée de celui-ci avait trois à quatre fois plus de morts que les fédérés et Léopold lui-même tomba mortellement blessé dans la soirée dans une bataille qui termina en débâcle. Il fut inhumé par la suite dans le couvent de Königshoffen, alors que la majeure partie des morts, dont Walter von Nufar, ont trouvé sépulture dans une fosse commune sur le champ de bataille même.
Les derniers nobles de Niffer connus
Six ans après ces faits, en 1392, on trouve Rotliebin von Nuvar dans le registre de Klingenthal à Bâle (Klingelthalische Korn Zins Registratur).
En 1422, Hans von Nufar est appelé à Neuenburg au 'Mannesgericht der Markgrafen von Baden' et en 1487, Katharina, fille de Bernhard von Nufar et épouse du chevalier Hans von Rumersheim vend des biens à Rumersheim. Avec Katharina se termine la lignée des nobles de Nufar connue à ce jour.

### Les Niefern du Pays de Bade
Nous avons vu que Rutlieb von Nufar était bourgeois de Neuenburg vers 1361, puis que Hans fut lui-même appelé à Neuenburg en 1422. Il s'agit là vraisemblablement de Neuenburg près de Pforzheim et non pas de Neuenburg près de Mülheim. Or, un article d'Albert Krieger paru en 1920 dans la revue Zeitschrift für Geschichte des Oberrheins, énumère toute une liste de fiefs (Lehenregister) établie en 1386. Si les fiefs ainsi mentionnés dépendaient des sires d'Eberstein, et s'ils furent à l'époque concédés à de nombreuses familles, les comtes d'Eberstein quant à eux, dépendaient de l'autorité du margrave de Bade et des ducs du Wurtemberg. Ce qui est particulièrement intéressant dans l'énumération de ces fiefs est d'une part les attributions faites à des tiers, mais surtout les noms de ces derniers et la dénomination de certains fiefs et leur ressemblance avec des localités du même nom que l'on rencontre dans notre région, mais plus anciennement dans le temps. Citons à ce propos des sites comme Rumersheim, Neuenburg, Michelbach, Hagenbach, Diefenbach et bien sûr Niefern. Mais ce qui est encore plus curieux c'est le nom de certains titulaires de ces fiefs. On trouve ainsi un fief de Niefern au sujet duquel il est précisé: « Die von Nifern sind eines Stamm mit den von Dürmenz... » et plus loin Marquard von Niefern, genannt von Würgeltal wird 1345-1352 erwähnt.... Ce texte de 1386 précise encore : « Diz sint die Guter, die ich Ernst von Giltingen zu lehen von der Herrschaft zu Eberstein, die do gewesen sint Marquartz sùn (fils) von Wurgental... ».
En considérant la période à laquelle se situe ces évènements et où l'orthographe des noms n'était pas figée mais évoluait selon le scribe, on peut imaginer que toutes les formes du nom de MarkWart rencontrées ci-dessus ont la même étymologie :
- la racine Mark évoque la frontière ;
- Wart signifie gardien d'où MarkWart, garde-frontière ;
- ce nom est aussi le diminutif d'un prénom et les encyclopédies allemandes donnent l'équivalence suivante: MarkWart = Marquart = Marcus et aussi Merklen, Markla qui voudrait dire le petit de Marquart.

MarkWart von Nufar, notre Edelknecht de 1345 est-il le même que celui cité dans le texte de 1386 au sujet des fiefs des Eberstein et est-ce Rutlieb, bourgeois de Neuenburg qui a fondé la branche des Niffer outre-Rhin ?

### Les Nuefer deMulhouse
À partir de 1396, on trouve une famille de Nuefer à Mulhouse et l'on peut supposer que le fondateur de la lignée mulhousienne était Henman (Hans) Nuefer, bourgeois, cité en 1396 et 1406 comme témoin d'actes de vente.
Les Nuefer de Mulhouse (dont on trouve plusieurs formes tels que Nüfer, Nuofer, Nifer, Nuffer) remonte donc au XIVe siècle et se sont éteints dans cette ville au début du XVIIIe siècle. On peut cependant croire que la famille a émigré à cette époque dans le Sundgau car vers 1892 on trouve des Nuefer à Walbach et à Kembs. De nos jours, on retrouve à Mulhouse des Nueffer et des Nuffer. Des Nufer sont également présents en grand nombre à travers toute la Suisse alémanique, notamment à Bâle.
Le nom parait être assez répandu, car parmi les Nuefer reçus bourgeois que relatent l'un et l'autre Bürgerbücher manuscrits des archives, figurent un Nicolas Nufer de Stein am Rhein qui fut admis en 1595.
En 1500, un châtreur de porcs de Gottlieben en Thurgovie, Jacob Nufer demanda la permission d'intervenir lui-même afin d'aider sa femme à accoucher. La malheureuse épouse de Jacob Nufer, en travail depuis de longues heures, ne pouvait pas être délivrée malgré les efforts de treize sages-femmes et de quelques lithotomistes. Deux sages-femmes et les lithotomistes lui prêtèrent main-forte. Nufer ferma la porte de la chambre de la paturiente, pria longuement, plaça sa femme sur la table et lui ouvrit l'abdomen. L'incision fut faite si habilement que l'enfant fut extrait d'un coup, sans blessures. Quand les onze sages-femmes restées dehors entendirent les cris du bébé, elles voulurent entrer. Nufer le leur permit seulement quand l'enfant eut été lavé et que l'incision eut été suturée à la manière des vétérinaires.
D'un autre côté on trouve dans un registre des décès Jacob Nuefer de Mülebach en Thurgovie, mort le 12 septembre 1755 à l'âge de 34 ans. Enfin, au XVIe siècle vivait à Nördlingen en Bavière un Jacob Nüffer.
D'après Ernest Meininger, c'est certainement le village de Niffer qui a donné son nom aux Nuefer de Mulhouse; effectivement, beaucoup de vieilles familles mulhousiennes ont pris de la sorte leur nom de leur ville ou village d'origine. Il cite parmi celle qui se sont éteintes, notamment les Hagenbach, Lauterburg, Pfirdter, Schletstadt, Schlierbach, Spechbach, etc.
L'impasse des Tondeurs, près de la Porte-Jeune à Mulhouse, portait primitivement le nom de Nuffergasse, puis celui de Sanct-Urbangasse.
En 1482, Hanns Nuefer, bourgmestre de Mulhouse y demeurait probablement. Celui-ci, déjà cité en 1453 comme échevin, figure sur le tableau de la salle du Conseil de l'hôtel de ville mulhousien qui reprend les blasons des Maires successifs de la ville.
Fritschin Nuefer, qui est le père de Hanns le Burgmestre, est cité de 1405 à 1418 tandis que son autre fils, Heitzin figure au Gewerfsbuch en 1462 et 1489. Celui-ci eut lui-même un fils, Lienhart qui ne paraît qu'en 1489 et Jacques, le seul qui se soit appelé Nifer, vivait en 1559-1560.
Le Burgmestre avait trois fils :
- Steffan, qui est mentionné de 1489 à 1525 pour la taille et qui, comme membre de la tribu des Agriculteurs, vote en 1506 en faveur de l'alliance avec Bâle. En 1858, lors de la démolition de l'église Sainte Étienne de Mulhouse, furent mises au jour des peintures et des inscriptions murales ; l'une de ces dernières avait trait à la fondation d'une lampe à perpétuité par Steffan Nuefer ;
- Heinrich, est cité de 1489 à 1500, pendant que son frère ;
- Cristen l'est de 1489 à 1513.

Le fils de ce dernier, Cristen, figure en 1515 dans le contingent mulhousien qui fit la campagne du Milanais. Il était membre de la tribu des Agriculteurs et acquitte la taille de 1521 à 1531.
Hans, probablement le fils de Steffan, est noté au Gewerfsbuch pour le paiement de la taille de 1521 à 1531 également.
Celui-ci avait lui-même trois fils :
- Hans, cordonnier, reçu bourgeois en 1588, avait pour femme Apolline Weber, et en eut plusieurs enfants qui ont dû mourir en bas âge. Il fut Zunftmestre de la tribu des Bouchers de 1574 à 1589, année où il devint membre du Conseil, et mourut après 1617 ;
- Steffan, tailleur, fut admis à la bourgeoisie en 1590 et avait pour épouse Anne Zimmermann ;
- Mathis, reçu bourgeois en 1595, épousa en premières noces Marguerite Brinckel, qui lui donna un fils, Mathis le jeune qui suit ; en secondes noces le 13 janvier 1623, il eut pour épouse Salomé Schwertfeger qui lui donna une fille. Il possédait une des maisons isolées entourées de champs qui s'élevaient au voisinage de la chapelle rurale Saint-Sébastien située sur la limite des bans de Mulhouse et Riedisheim.

Son fils, Mathis le jeune, bourgeois le 3 novembre 1617, eut de sa première femme, Elisabeth Schamser, neuf enfants dont deux fils qui suivent. Il fut Zunftmestre en 1660, se remaria le 30 juillet 1666 avec Anne Krüsin et mourut l'année suivante.
Mathis, serrurier, reçu bourgeois le 14 mai 1655, prit pour femme Barbe Geyelin. Sur cinq enfants, trois filles seules survécurent. Il mourut le 4 avril 1690. Son frère, Jean-Thiebaut, aubergiste de la Lune, inscrit comme bourgeois le 29 janvier 1666 qui est la date de son mariage avec Catherine Steinbach, mourut en 1682, en délaissant huit enfants, dont un seul fils sur cinq parvint à l'âge adulte, soit
Mathis, né en 1681. C'est avec ce dernier, inscrit au Bürgerbuch sous la date du 15 janvier 1707, que l'on perd la trace de la famille; Mathis ne figure pas au registre des mariages, ni plus tard à celui des décès, d'où semble tout naturellement découler la preuve de son émigration. Ces Nuefer de Mulhouse sont-ils des descendants des nobles de Niffer ? Rien ne permet de l'affirmer, mais il faut toutefois relever les points suivants qui, tout en laissant leur parenté éventuelle dans le domaine des suppositions, plaident en faveur du possible.
Nous avons vu que le fondateur de la lignée mulhousienne était Henman, prénom également interprété par Hans, qui serait originaire du village de Niffer vers 1396, bourgeois de Mulhouse et témoin d'actes de vente. Nous avons également vu qu'en 1422, un membre de la famille noble de Nufar a été appelé à des fonctions au Mannesgericht du Margrave de Bade et que celui-ci portait aussi le nom de Hans. Ces deux Hans seraient-ils un seul et même personnage qui avant de prendre ses fonctions au Pays de Bade, se serait installé à Mulhouse entre 1396 et 1422 ?
Il faut également noter qu'à l'époque où se passent ces faits, les habitants de Mulhouse se divisaient en plusieurs classes qui n'avaient pas le même statut. Seuls les nobles, les patriciens et quelques rares privilégiés avaient conquis le titre et la qualité de Bourgeois (burgenses, cives). Les artisans, petits agriculteurs, viticulteurs et autres merciers n'étaient pas bourgeois. À la fin du XIVe siècle, ces classes s'infiltrèrent peu à peu dans la bourgeoisie, mais seuls les nobles et les patriciens pouvaient faire partie du Conseil de la ville et revêtir des charges.

### Les Merklen de Thann, descendants de Merkelin von Nufar
D'après une étude récente, les Merklen de Thann seraient des descendants de Merkelin von Nufar, chevalier d'Ensisheim. Après vérification, nous pensons qu'une mauvaise interprétation de la généalogie compliquée des différentes familles von Hus est à la base d'une erreur à ce sujet et nous ne donnerons donc ici cette généalogie que pour information:
Merkelin, fils de Merkelin, chevalier d'Ensisheim se serait marié avec Engelburga von Hus vers 1350 et aurait eu un fils Merkelin Wigherr von Hus qui se serait lui-même marié avec Sophie de Ruest. Leur fils, Merkelin dit 'Achtstädtefeind', aurait épousé Ottilia Wielin von Wieneden et ils auraient eu à leur tour un fils, Johanne Merkelin qui serait l'ancêtre des Merklen de Thann. Or d'après nos propres recherches, d'une part le mariage entre Merkelin von Nufar et Engelburga von Hus n'est pas sûr, ce qui fait que si Merkelin Wigherr von Hus est bien le fils de Engelburga, ce n'est peut-être pas celui de Merkelin, et d'autre part, Merkelin dit Achtstädtefeind n'est pas le fils de Merkelin Wigherr von Hus, mais le fils de son cousin Hug von Hus.